# 伊頓拉皮茲鎮區 (密西根州)
伊頓拉皮茲鎮區（英語：Eaton Rapids Township）是位於美國密西根州伊頓縣的一個行政鎮區。

## 地方資料
伊頓拉皮茲鎮區的面積為84.50平方千米，當中陸地面積為84.40平方千米，而水域面積為0.10平方千米。根據2020年美國人口普查的數據，當地共有人口3991人，而人口密度為每平方千米47.23人。